# غوردون دانبي
غوردون دانبي (بالإنجليزية: Gordon Danby)‏ (و. 1929 – 2016 م) هو فيزيائي من الولايات المتحدة الأمريكية .

## جوائز
حصل على جوائز منها:
- وسام بنجامين فرنكلن.